# ヘラチョウザメ科
ヘラチョウザメ科（ヘラチョウザメか、学名：Polyodontidae）は、チョウザメ目の下位分類群の一つ。チョウザメ科と2科で現生のチョウザメ目を構成する。細長い吻が特徴で、獲物を感知するための電気受容能力がある。チョウザメ類は3億年以上前に他の現生魚類から分岐しており、条鰭類の中で最も古い系統の1つであるため、「原始的な魚」と呼ばれる。現生種及び化石種は、ほとんどが北米と中国から発見されている。
化石種を含めて8種が分類されている。化石のみから知られる6種(5種が北米、1種が中国)と、アメリカ合衆国のミシシッピ川水系に分布するヘラチョウザメ、中国の揚子江流域に分布していたハシナガチョウザメが分類される。ハシナガチョウザメは2003年以降発見されておらず、2019年の勧告により、2022年に絶滅が宣言された。ハシナガチョウザメはChinese swordfishやelephant fishと呼ばれる。プロトセフルスは1億2000万年前、前期白亜紀の中国の地層から発見されており、本科の中でも最古の種である。
乱獲、汚染、産卵地への遡上を阻止するダム建設を含む開発の結果、歴史的な生息域の全体で、ヘラチョウザメ科の個体数が劇的に減少した。河川工事による流路の変化により、産卵場所と生育場所が失われている。

## 形態

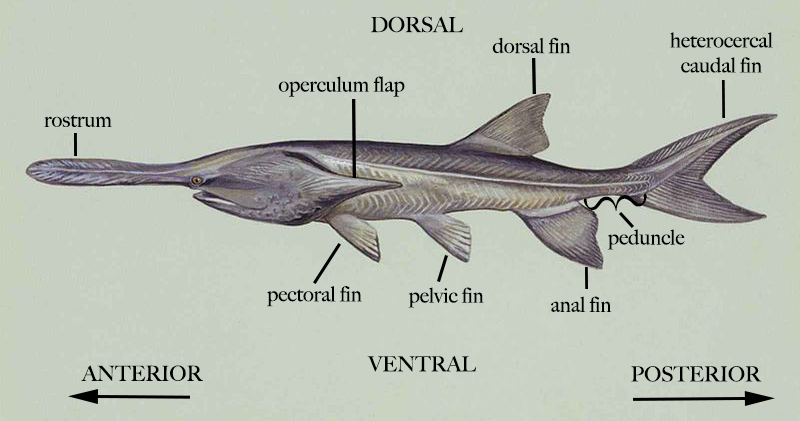
ヘラチョウザメの形態

ヘラチョウザメは、胚の段階を過ぎても脊索を保持する数少ない生物の1つである。硬骨がほとんど無く、体の大部分は軟骨で構成されており、脊索は柔らかい背骨として機能する。胚には吻が無い。吻部は孵化後すぐに形成され始める。ハシナガチョウザメの吻は細く剣状であるのに対し、ヘラチョウザメの吻は幅広くへら状である。紡錘形で滑らかな鱗の無い皮膚、上葉の大きい異尾、小さく発達していない目などが、ヘラチョウザメ科に共通する形態学的特徴である。ヘラチョウザメは濾過摂食であり、ハシナガチョウザメは魚食性であった。ハシナガチョウザメの顎は前方に向いており、これは彼らが主に小魚やエビ、底魚、カニを食べていたことを示唆している。ヘラチョウザメの顎は濾過摂食に適応しており、主に動物プランクトン、時には小さな昆虫、昆虫の幼虫、小魚を食べる。

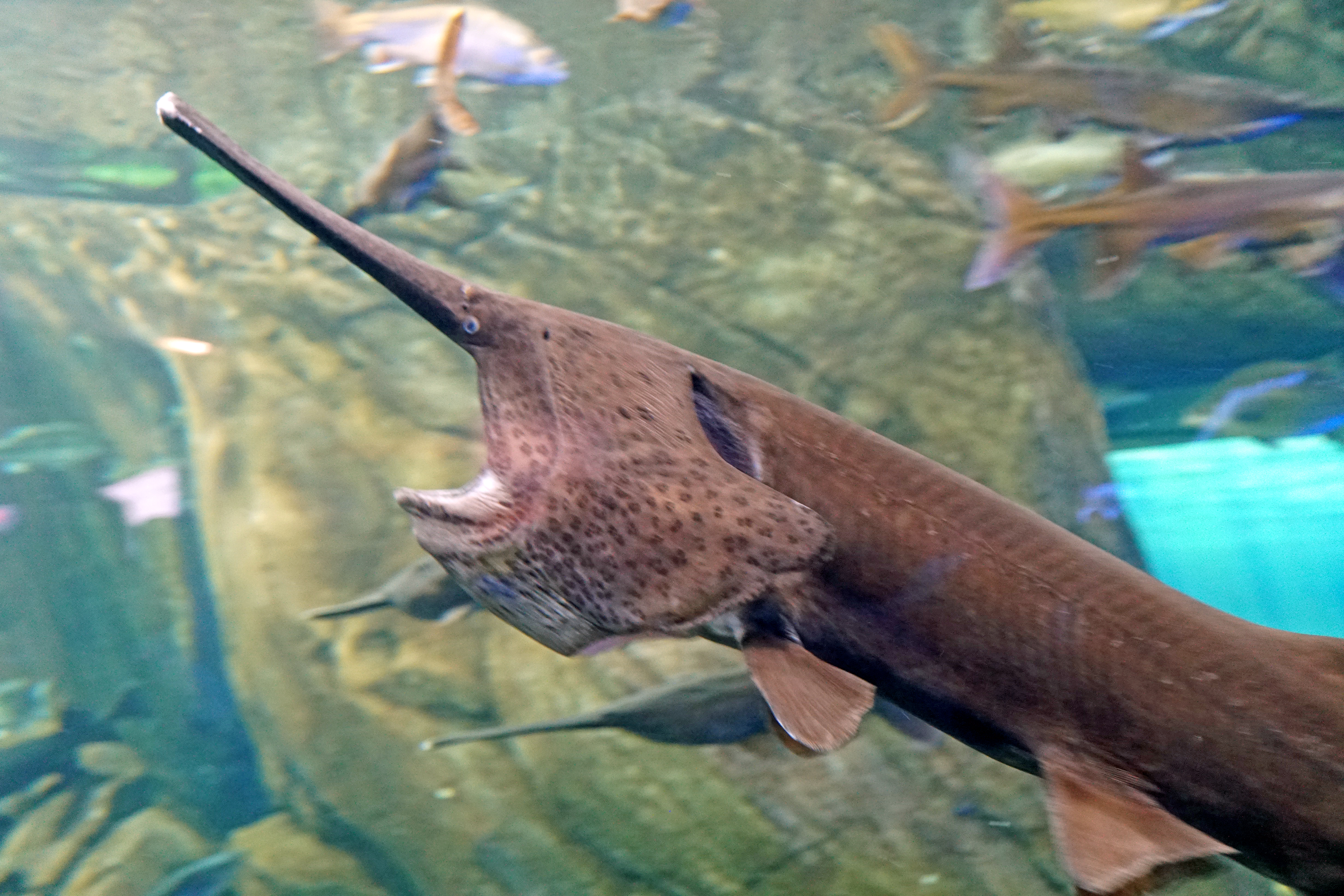
ヘラチョウザメの頭部。ロレンチーニ器官が見える

記録上最大のハシナガチョウザメは全長 7.0 mで、体重は推定1000 kg以上であった。一般的に全長3.0 m、体重500 kgに達した。ヘラチョウザメは北米最大の淡水魚の一つだが、ハシナガチョウザメよりは小型である。一般的に全長1.5 m、体重27 kgを超える。記録上最大のヘラチョウザメは1916年にアイオワ州オコボジ湖で捕獲された。槍で捕獲され、全長2.16 m、胴回り1.16 mであった。報告書によると、この個体の体重は90 kgを超えていた。釣りあげられた最大のヘラチョウザメは、体重65 kg、全長1.378 mであった。この個体は2004年5月5日にカンザス州アッチソン郡の池で釣られた。この記録は2020年に破られることになる。2020年6月28日、オクラホマ州の男性がタルサ西部のキーストーン湖で66 kgのヘラチョウザメを釣り上げた。その後、2020年7月23日、別のオクラホマ州の男性が同じ湖で68 kg、全長1.8 mのヘラチョウザメを釣り上げ、記録は再び破られた。
科学者たちはかつて、ヘラチョウザメは吻を使って底を掘ると信じていたが、その後の電子顕微鏡による観察により、ヘラチョウザメの吻は電気受容器で覆われていることが判明した。これらの受容器は星形の骨突起の中に密集している。電気受容器は、ヘラチョウザメの主な餌である動物プランクトンなど、水中の獲物の発する電界を感知し、動物プランクトンの動きも感知できる。ヘラチョウザメは視覚があまり発達しておらず、電気受容器により餌を探す。ただし、全てを吻に頼るわけではない。一部の報告では、ヘラチョウザメが吻を損傷すると、生存に十分な餌を探す能力が低下すると示唆されている。実験室の実験および現地調査では、その結果が誤りであることが示されている。ヘラチョウザメは吻部の電気受容器に加えて、吻部から頭部、鰓蓋の先端まで、皮膚表面のほぼ半分を感覚孔が覆っている。そのため、吻部が損傷しても十分な餌を探すことができる。

## 分布と生息地
過去半世紀にわたり、ヘラチョウザメの個体数は減少傾向にある。原因としては、乱獲、汚染、回遊を阻むダムの建設など、人間による開発が挙げられる。その他の悪影響として、河川工事により川の流路が変化し、産卵場所や成育場所が失われている。ヘラチョウザメは、五大湖、カナダ、ニューヨーク州、メリーランド州、ペンシルベニア州など、分布域北部の大半から絶滅している。他の州でも個体数に関する懸念が高まっている。
ハシナガチョウザメは遡河性と考えられていたが、その回遊や個体群の構造については不明な点が多い。中国の揚子江流域に固有の種で、主に東シナ海沿いの広い表層の本流と浅瀬に生息していた。研究によると、中層と下層を移動することを好み、時折大きな湖に進出することもあったという。2003年以降、ハシナガチョウザメの目撃例は無く、2019年に絶滅が宣言された。飼育下での生育が困難であったため、人工繁殖の試みは失敗に終わっていた。
ヘラチョウザメは、ニューヨーク州からモンタナ州、南はメキシコ湾までのミシシッピ川流域に生息している。長く深い緩やかな水たまりがある中規模から大規模の河川のいくつかの排水路、および湖やバイユーで発見される。テキサス州では、ヘラチョウザメは歴史的にアンジェリーナ川、ビッグサイプレスバイユー、ネチェス川、レッド川の支流、サビーン川、サンジャシント川、サルファー川、およびトリニティ川に生息していた。歴史的な生息範囲には、カナダのヒューロン湖とヘレン湖、および米国の26 - 27州も含まれる。オンタリオ州では、絶滅危惧種法に基づいて、同州からヘラチョウザメが絶滅したとした。IUCNレッドリストでは、カナダのヘラチョウザメは絶滅したとされており、1900年代初頭以降カナダでの記録はなく、カナダでの分布は非常に局所的であったと考えられている。ヘラチョウザメの種としてはIUCNレッドリストで危急種に分類されており、1992年6月以来、ワシントン条約の付属書IIに記載され、国際取引が制限されている。

## 生態
ヘラチョウザメ科は寿命が長く、性成熟が遅い。雌は6 - 12歳になるまで産卵を始めず、中には16 - 18歳まで産卵を始めない個体もいる。雄は4 - 7歳で産卵を始め、中には9 - 10歳で産卵を始める個体もいる。水流、温度、光周期、産卵に適した砂利の基質の存在など、適切な条件が揃った場合に、晩春に産卵する。これらの条件が満たされない場合、産卵しない。研究によると、雌は2 - 3年ごとに産卵するのに対し、雄はより頻繁に、通常は毎年または隔年で産卵する。
産卵のために上流へ移動し、シルトのない砂州を好む。雪解け水や毎年の春の雨による川の水位上昇で洪水が発生しなければ、彼らの産卵場所は空気にさらされるか、非常に浅くなってしまう。集団産卵を行い、妊娠した雌は、雄が精子を放出するのと同時に、岩や砂利の上の水中に卵を放出する。卵は体外で受精し、粘着性があり、岩や底に付着する。孵化した幼魚は下流に流され、止水域で成長する。

## 人との関わり
ヘラチョウザメの繁殖と飼育におけるバイオテクノロジーの進歩は、親魚の育成と個体群の回復のために養殖されたヘラチョウザメの繁殖成功率、適応率、生存率の大幅な向上を示している。このような改善は貯水池での飼育の成功につながり、ヘラチョウザメの養殖に対する世界的な市場への関心が高まっている。
1970年代初頭、合衆国魚類野生生物局と旧ソ連の同局との間で行われた科学的協力活動の一環として、アメリカ産のヘラチョウザメが養殖目的で旧ソ連に輸入された。最初の輸入は米国ミズーリ州の養殖場で孵化した5000匹の仔魚であった。仔魚はヨーロッパやアジアのいくつかの河川に導入され、1984 - 1986年にロシアで繁殖に成功した最初の親魚となった。現在、ヘラチョウザメはドイツ、オーストリア、チェコ、ブルガリアで養殖されている。繁殖は1988年と1989年に成功し、仔魚がルーマニアとハンガリーに輸出された。2006年5月、ドナウ川のセルビア側にあるプラホヴォ近郊で、さまざまなサイズの個体が漁師によって捕獲された。
1988年、ミズーリ州の養殖場から受精卵と仔魚が中国に初めて導入された。それ以来、中国はロシアと米国の養殖場から毎年約450万個の受精卵と仔魚を輸入している。ヘラチョウザメの一部は鯉の養殖池で同所的に養殖され、食用として販売されているが、他の一部は親魚やキャビア生産のために養殖されている。中国はキューバにもヘラチョウザメを輸出しており、そこではキャビア生産のために養殖されている。

## 分類

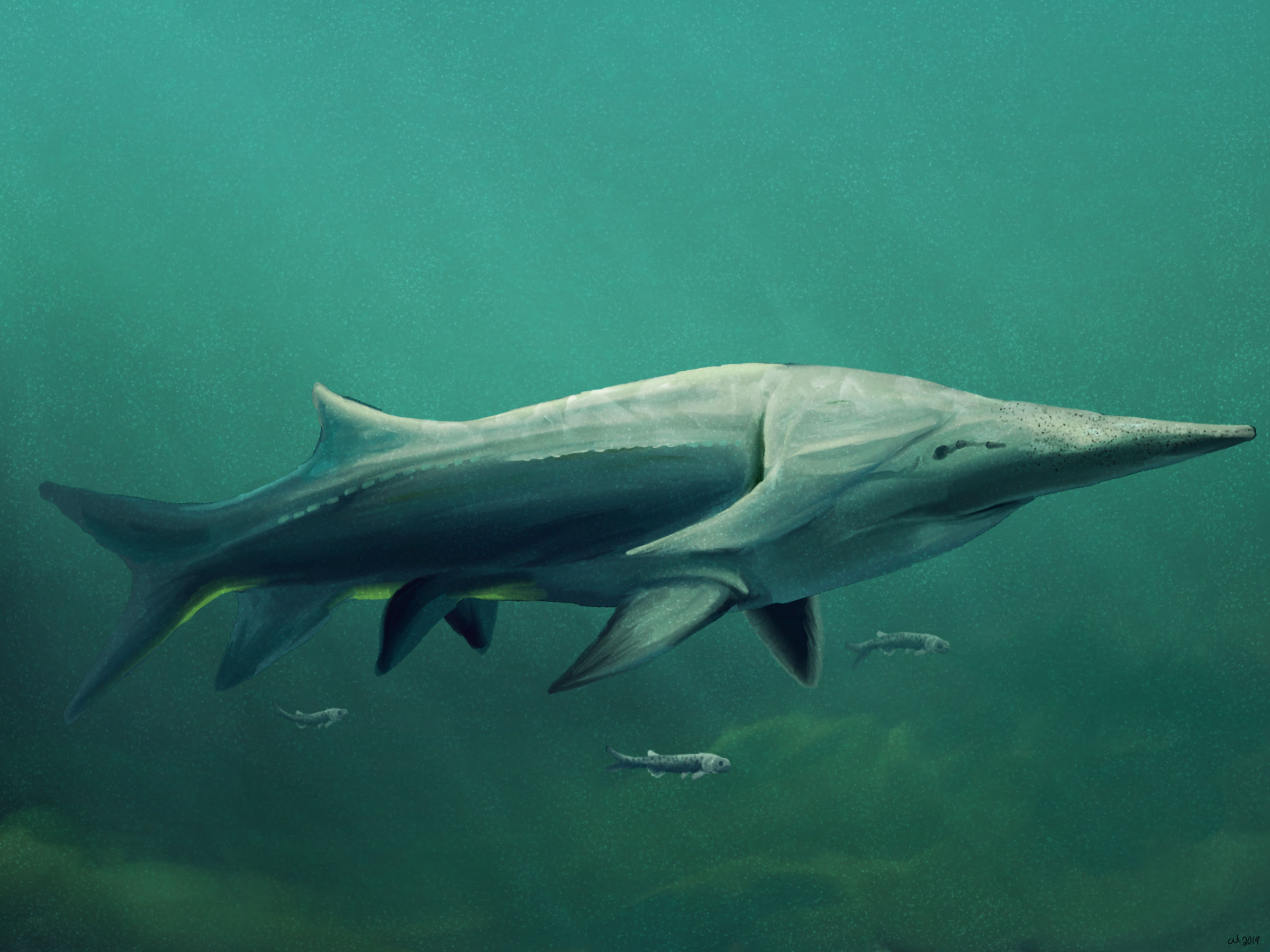
プロトセフルスの想像図

分類はGrandeとBemis (1991) によるもので、 Hilton et al. (2023)により Parapsephurus と Pugiopsephurus が記載された。
- †プロトセフルス Protopsephurus Lu, 1994 (前期白亜紀、中国)
  - †Protopsephurus liui Lu, 1994
- †Pugiopsephurus Hilton et al., 2023 (後期白亜紀、北アメリカ) (Incertae sedis)
  - †Pugiopsephurus inundatus Hilton et al., 2023
- Polyodonti
  - †パレオプセフルス Paleopsephurus MacAlpin, 1947 (後期白亜紀、北アメリカ)
    - †Paleopsephurus wilsoni MacAlpin, 1947

  - †Parapsephurus Hilton et al., 2023 (後期白亜紀、北アメリカ)
    - †Parapsephurus willybemisi Hilton et al., 2023

  - ヘラチョウザメ亜科 Polyodontinae
    - †ハシナガチョウザメ属 Psephurus Günther, 1873
      - †ハシナガチョウザメ Psephurus gladius E. von Martens, 1862 (Chinese paddlefish)

    - Polyodontini
      - †クロッソフォリス Crossopholis Cope, 1883 (古第三紀、北アメリカ)
        - †Crossopholis magnicaudatus Cope, 1883

      - ヘラチョウザメ属 Polyodon Lacépède, 1797 (暁新世-現世、北アメリカ)
        - ヘラチョウザメ Polyodon spathula Walbaum, 1792 (American paddlefish)
        - †Polyodon tuberculata Grande & Bemis, 1991

属の関係はGrande et al. (2002)による。
|  | †プロトセフルス |
|  |                 |

|  | †パレオプセフルス |
|  |                   |

|  | †ハシナガチョウザメ                                                  |
|  |                                                                      |
|  | \| \| †クロッソフォリス \| \| \| \| \| \| ヘラチョウザメ \| \| \| \| |
|  |                                                                      |
|  | †クロッソフォリス                                                    |
|  |                                                                      |
|  | ヘラチョウザメ                                                       |
|  |                                                                      |

|  | †クロッソフォリス |
|  |                   |
|  | ヘラチョウザメ    |
|  |                   |

|  | †パレオプセフルス |
|  |                   |

|  | †ハシナガチョウザメ                                                  |
|  |                                                                      |
|  | \| \| †クロッソフォリス \| \| \| \| \| \| ヘラチョウザメ \| \| \| \| |
|  |                                                                      |
|  | †クロッソフォリス                                                    |
|  |                                                                      |
|  | ヘラチョウザメ                                                       |
|  |                                                                      |

|  | †クロッソフォリス |
|  |                   |
|  | ヘラチョウザメ    |
|  |                   |

|  | †プロトセフルス |
|  |                 |

|  | †パレオプセフルス |
|  |                   |

|  | †ハシナガチョウザメ                                                  |
|  |                                                                      |
|  | \| \| †クロッソフォリス \| \| \| \| \| \| ヘラチョウザメ \| \| \| \| |
|  |                                                                      |
|  | †クロッソフォリス                                                    |
|  |                                                                      |
|  | ヘラチョウザメ                                                       |
|  |                                                                      |

|  | †クロッソフォリス |
|  |                   |
|  | ヘラチョウザメ    |
|  |                   |

|  | †パレオプセフルス |
|  |                   |

|  | †ハシナガチョウザメ                                                  |
|  |                                                                      |
|  | \| \| †クロッソフォリス \| \| \| \| \| \| ヘラチョウザメ \| \| \| \| |
|  |                                                                      |
|  | †クロッソフォリス                                                    |
|  |                                                                      |
|  | ヘラチョウザメ                                                       |
|  |                                                                      |

|  | †クロッソフォリス |
|  |                   |
|  | ヘラチョウザメ    |
|  |                   |

|  | †プロトセフルス |
|  |                 |

|  | †パレオプセフルス |
|  |                   |

|  | †ハシナガチョウザメ                                                  |
|  |                                                                      |
|  | \| \| †クロッソフォリス \| \| \| \| \| \| ヘラチョウザメ \| \| \| \| |
|  |                                                                      |
|  | †クロッソフォリス                                                    |
|  |                                                                      |
|  | ヘラチョウザメ                                                       |
|  |                                                                      |

|  | †クロッソフォリス |
|  |                   |
|  | ヘラチョウザメ    |
|  |                   |

|  | †パレオプセフルス |
|  |                   |

|  | †ハシナガチョウザメ                                                  |
|  |                                                                      |
|  | \| \| †クロッソフォリス \| \| \| \| \| \| ヘラチョウザメ \| \| \| \| |
|  |                                                                      |
|  | †クロッソフォリス                                                    |
|  |                                                                      |
|  | ヘラチョウザメ                                                       |
|  |                                                                      |

|  | †クロッソフォリス |
|  |                   |
|  | ヘラチョウザメ    |
|  |                   |

|  | †プロトセフルス |
|  |                 |

|  | †パレオプセフルス |
|  |                   |

|  | †ハシナガチョウザメ                                                  |
|  |                                                                      |
|  | \| \| †クロッソフォリス \| \| \| \| \| \| ヘラチョウザメ \| \| \| \| |
|  |                                                                      |
|  | †クロッソフォリス                                                    |
|  |                                                                      |
|  | ヘラチョウザメ                                                       |
|  |                                                                      |

|  | †クロッソフォリス |
|  |                   |
|  | ヘラチョウザメ    |
|  |                   |

|  | †パレオプセフルス |
|  |                   |

|  | †ハシナガチョウザメ                                                  |
|  |                                                                      |
|  | \| \| †クロッソフォリス \| \| \| \| \| \| ヘラチョウザメ \| \| \| \| |
|  |                                                                      |
|  | †クロッソフォリス                                                    |
|  |                                                                      |
|  | ヘラチョウザメ                                                       |
|  |                                                                      |

|  | †クロッソフォリス |
|  |                   |
|  | ヘラチョウザメ    |
|  |                   |